# Wynn Golf Club
Wynn Golf Club alternativt Wynn Golf and Country Club är en golfklubb som sköter kasinot Wynn Las Vegas golfbana som ligger på kasinots tomt i Paradise, Nevada i USA. Den designades av kasinots dåvarande VD Steve Wynn och golfbanearkitekten Tom Fazio och invigdes 2005.
Den 17 december 2017 meddelade Wynn att golfanläggningen skulle stängas och golfklubben skulle upphöras med omedelbar verkan. Större delen av marken skulle användas till att anlägga parken Wynn Paradise Park, som bestod i störst del av en konstgjord lagun men även ett hotell och en konferensanläggning i anslutning till den. I november 2018 meddelade Wynn Resorts att Wynn Paradise Park skulle avbrytas och inte bli uppförd i syfte att återinföra golfbanan.
Golfbanan har 18 hål och par är 70.